# 让·保罗
让·保罗（Jean Paul，發音：[ʒɑ̃ paʊl] ⓘ；1763年3月21日—1825年11月14日），原名约翰·保罗·弗里德里希·里希特（德語：Johann Paul Friedrich Richter），德国作家，德国浪漫主义文学的先驱。